# شوگا
این یک نام کره‌ای است؛ نام خانوادگی مین است.
مین یونگی (به کره‌ای: 민윤기؛ زادهٔ ۹ مارس ۱۹۹۳) که با نام‌های هنری شوگا (به انگلیسی: Suga) و آگوست دی (به انگلیسی: Agust D) شناخته می‌شود، رپر، ترانه‌سرا و تهیه‌کنندهٔ موسیقی اهل کرهٔ جنوبی است. او در سال ۲۰۱۳، به‌عنوان عضوی از گروه پسرانهٔ کره‌ای بی‌تی‌اس، تحت نظر بیگ هیت میوزیک آغاز به کار کرد. در سال ۲۰۱۶، نخستین میکس‌تیپ انفرادی خود را با عنوان آگوست دی، منتشر کرد. در ۲۰۱۸، باری دیگر این میکس‌تیپ را برای خرید دیجیتال و استریم منتشر نمود. این بازنشر، در جدول آلبوم‌های ملل بیلبورد شمارهٔ سه شد. شوگا در سال ۲۰۲۰، دومین میکس‌تیپ خود، دی-۲، را منتشر کرد. این میکس‌تیپ از نظر تجاری، در شمارهٔ ۱۱ بیلبورد ۲۰۰ ایالات متحده، هفت جدول آلبوم‌های بریتانیا و دوی جدول آلبوم‌های ای‌آرآی‌ای استرالیا جای گرفت. بیش از ۱۰۰ ترانه از شوگا در انجمن حق تکثیر موسیقی کره ثبت شده و او در ترانه‌سرایی و تهیه‌کنندگی آن‌ها نقش داشته‌است؛ از آن جمله می‌توان به «شراب» از سوران اشاره کرد که در جدول موسیقی گائون دوم شد و در مراسم جوایز موسیقی ملون ۲۰۱۷، جایزهٔ بهترین قطعهٔ سول/آراندبی سال را از آن خود کرد.

## زندگی
مین یون-گی (به انگلیسی: Min Yoon-gi) در ۹ مارس ۱۹۹۳، در دگوی کرهٔ جنوبی زاده شد. او یک برادر بزرگ‌تر دارد. در دبستان ته‌جون، مدرسهٔ راهنمایی گوانیم و دبیرستان آپگوجونگ به تحصیل پرداخت. پس از شنیدن «مافین رگی» از استونی اسکانک، به رپ علاقه‌مند شد و به گفتهٔ خودش، متفاوت‌ترین چیزی بود که تا به آن روز شنیده‌بود. پس از آشنایی با ترانه‌های اپیک های، تصمیم به رپ‌خوانی گرفت.
در ۱۳ سالگی، شروع به نوشتن متن موسیقی و یادگیری میدی کرد. در ۱۷ سالگی، شغل پاره وقتی در یک استودیوی ضبط داشت. از آن پس، آهنگسازی، تنظیم موسیقی، رپ‌خوانی و اجرا را آغاز نمود. او پیش از پیوستن به بیگ هیت، به‌عنوان رپری زیرزمینی، تحت نام گلاس به فعالیت می‌پرداخت. در سال ۲۰۱۰، به‌عنوان عضوی از گروه هیپ هاپ دی-تاون، «۰۶۲–۵۱۸» را در بزرگداشت قیام گوانگجو تهیه کرد.

## حرفه
شوگا در ابتدا به‌عنوان تهیه‌کنندهٔ موسیقی به بیگ هیت اینترتینمنت پیوست و به‌همراه جی-هوپ و آر ام، به مدت سه سال زیر نظر این کمپانی آموزش دید. با انتشار تک‌آهنگ «خیال‌بافی دیگه بسه» از آلبوم اول گروه، خیلی خفن برای مدرسه، به‌عنوان عضوی از بی‌تی‌اس آغاز به کار کرد. او در تهیه‌کنندگی و ترانه‌سرایی قطعات مختلفی از آلبوم‌های بی‌تی‌اس نقش داشته‌است.
تک‌خوانی «مقدمه: زیباترین لحظه در زندگی» را برای سومین آلبوم چندآهنگهٔ کره‌ای‌زبان بی‌تی‌اس، زیباترین لحظه در زندگی، قسمت ۱ منتشر کرد. متن این قطعهٔ رپ، از دغدغه‌های سال‌های انتهایی نوجوانی و ترس از بزرگسالیِ پیش‌رو می‌گفت. این قطعه در ۱۷ آوریل ۲۰۱۵، به‌همراه یک موزیک ویدئوی انیمیشنی منتشر شد و همچنین به‌عنوان مقدمهٔ آلبوم گردآوری‌شدهٔ ۲۰۱۶ بی‌تی‌اس، زیباترین لحظه در زندگی: همیشه جوان به کار رفت. آلبوم چندآهنگهٔ بعدی، زیباترین لحظه در زندگی، قسمت ۲، حاوی مقدمه‌ای دیگر از شوگا بود؛ «مقدمه: بی‌خیال» که مروری بر سال‌های نوجوانی او بود، در ۱۵ نوامبر ۲۰۱۵ انتشار یافت. در سال ۲۰۲۰، «وقفه: سایه» را به‌همراه نقشهٔ روح: ۷ منتشر کرد. «وقفه» قطعهٔ رپی بود که به «مقدمه: اوه! تو هم دیرت شده؟» از آلبوم چندآهنگه‌ای با همین عنوان اشاره داشت که در سال ۲۰۱۳ منتشر شده‌بود؛ این قطعه از شهرت بی‌تی‌اس می‌گفت و واقعیتِ آن را با شهرتی که اوه! تو هم دیرت شده؟ زمانی در سر می‌پروراند، مقایسه می‌کرد. این ترانه در ۱۰ ژانویه، به‌همراه موزیک ویدئویی که آن نیز به کشمکش‌های معروفیت اشاره داشت، منتشر شد. تیمار هرمن از بیلبورد، آن را «قطعه‌ای برانگیزاننده و در عین حال بی‌پروا» توصیف کرد و بیان داشت، تغییر ریتم ترانه در میانهٔ آن، اشاره‌ایست به این‌که «چگونه دوگانگی میان شهرت و بینندگانی که مشاهده‌گر اویند، بر تصوری که او از خویش دارد تأثیرگذار است.»
شوگا علاوه بر مقدمه‌های بی‌تی‌اس، دو تک‌خوانی نیز تحت نام گروه منتشر کرد. نخستین قطعه «عشق اول» نام داشت که جزوی از آلبوم استودیویی ۲۰۱۶ بی‌تی‌اس، بال‌ها بود. این قطعهٔ رپ، خودزندگی‌نامه‌ای در قالب یک مونولوگ بود. برای آلبوم گردآوری‌شدهٔ ۲۰۱۸ گروه، عاشق خودت باش: پاسخ، قطعهٔ «حواشی: الاکلنگ» را منتشر کرد که از پستی و بلندی‌های مسیر عاشقی سخن می‌گفت. شوگا در همان سال به‌همراه دیگر اعضای بی‌تی‌اس، نشان لیاقت فرهنگی را از رئیس‌جمهور کرهٔ جنوبی دریافت کرد.

### ۲۰۱۶ تاکنون: فعالیت انفرادی
شوگا در ۱۵ اوت ۲۰۱۶، میکس‌تیپ رایگانی را با عنوان آگوست دی، در ساوندکلاود منتشر کرد. او تصمیم به عدم انتشار این پروژه در قالب آلبوم استودیویی تجاری گرفت و این کار را «حس گیر افتادن در چارچوبی از پیش تعیین‌شده» توصیف کرد. او در این میکس‌تیپ، موضوعاتی چون درگیری خود با افسردگی و هراس اجتماعی را مطرح کرد. فیوز تی‌وی آن را جزو ۲۰ میکس‌تیپ برتر ۲۰۱۶ دسته‌بندی کرد. در سال ۲۰۱۷، ترانهٔ «شراب» را برای سوران نوشت. شوگا پیش از این نیز در قطعه‌ای از میکس‌تیپ خود با او همکاری داشت و سوران پس از شنیدن پیش‌نویس خام «شراب» در استودیوی شوگا، این قطعه را از او درخواست کرد. این ترانه در جدول دیجیتال گائون شمارهٔ ۲ شد و در ۲ دسامبر ۲۰۱۷، جایزهٔ بهترین قطعهٔ سول/آراندبی مراسم جوایز موسیقی ملون را از آن خود کرد. شوگا همچنین جایزهٔ ترند داغ را به‌خاطر ترانه‌سرایی این قطعه دریافت کرد. در فوریهٔ ۲۰۱۸، باری دیگر آگوست دی را برای خرید دیجیتال و استریم منتشر کرد. نسخهٔ بازنشر در جدول آلبوم‌های ملل بیلبورد شمارهٔ ۳، در جدول آلبوم‌های هیت‌سیکر ۵ و در جدول فروش آلبوم‌های برتر ۷۴ شد. همچنین نام مستعار شوگا، آگوست دی، در هفتهٔ ۳ مارس، در جدول هنرمندان نوظهور به رتبهٔ ۴۶ دست یافت.
در ژانویهٔ ۲۰۱۹، تک‌آهنگ «درخواست ترانه» از لی سو-را، با رپ‌خوانی شوگا منتشر شد. این قطعه توسط شوگا و تبلو از گروه اپیک های نوشته و توسط تبلو تهیه شده‌بود. این تک‌آهنگ در جدول دیجیتال گائون سوم و با ۳٬۰۰۰ دانلود، در جدول ترانه‌های دیجیتال ملل بیلبورد دوم شد. شوگا در ماه فوریه، قطعهٔ «آفتاب ابدی» را برای آلبوم چندآهنگهٔ بی‌خوابی اپیک های تهیه کرد. او در ترانه‌سرایی و تهیه‌کنندگی تک‌آهنگ دیجیتال «ما با هم حرف نمی‌زنیم» از هِیزه مشارکت داشت که در ۷ ژوئیه منتشر شد. در ماه دسامبر، خواننده-ترانه‌پرداز آمریکایی هالزی، ترانهٔ «وقفهٔ شوگا» را از سومین آلبوم استودیوییِ خود مانیک، منتشر کرد؛ تهیه‌کنندهٔ این ترانه شوگا بود.
در ۶ مهٔ ۲۰۲۰، آی‌یو تک‌آهنگ دیجیتال «هشت» را با حضور و به تهیه‌کنندگی شوگا منتشر کرد. این ترانه در هر دو جدول دیجیتال گائون و ترانه‌های دیجیتال ملل بیلبورد اول شد. شوگا دومین میکس‌تیپ خود را با عنوان دی-۲ (ادامه‌ای بر آگوست دی)، در ۲۲ مه منتشر کرد؛ موزیک ویدئوی تک‌آهنگ لید این میکس‌تیپ، «دِچیتا»، نیز به‌همراه آن منتشر شد و در جایگاه ۷۶ جدول ۱۰۰ آهنگ داغ بیلبورد قرار گرفت. این میکس‌تیپ در بیلبورد ۲۰۰ شمارهٔ ۱۱ شد و به بالاترین رتبهٔ آلبومی از یک تک‌خوان کره‌ای در ایالات متحده دست یافت. همچنین نخستین اثر تک‌خوانیِ کره‌ای بود که در ۱۰ رتبهٔ اول بریتانیا قرار گرفت و در هفتهٔ اول انتشار، در جدول آلبوم‌های بریتانیا هفتم شد.

## نام

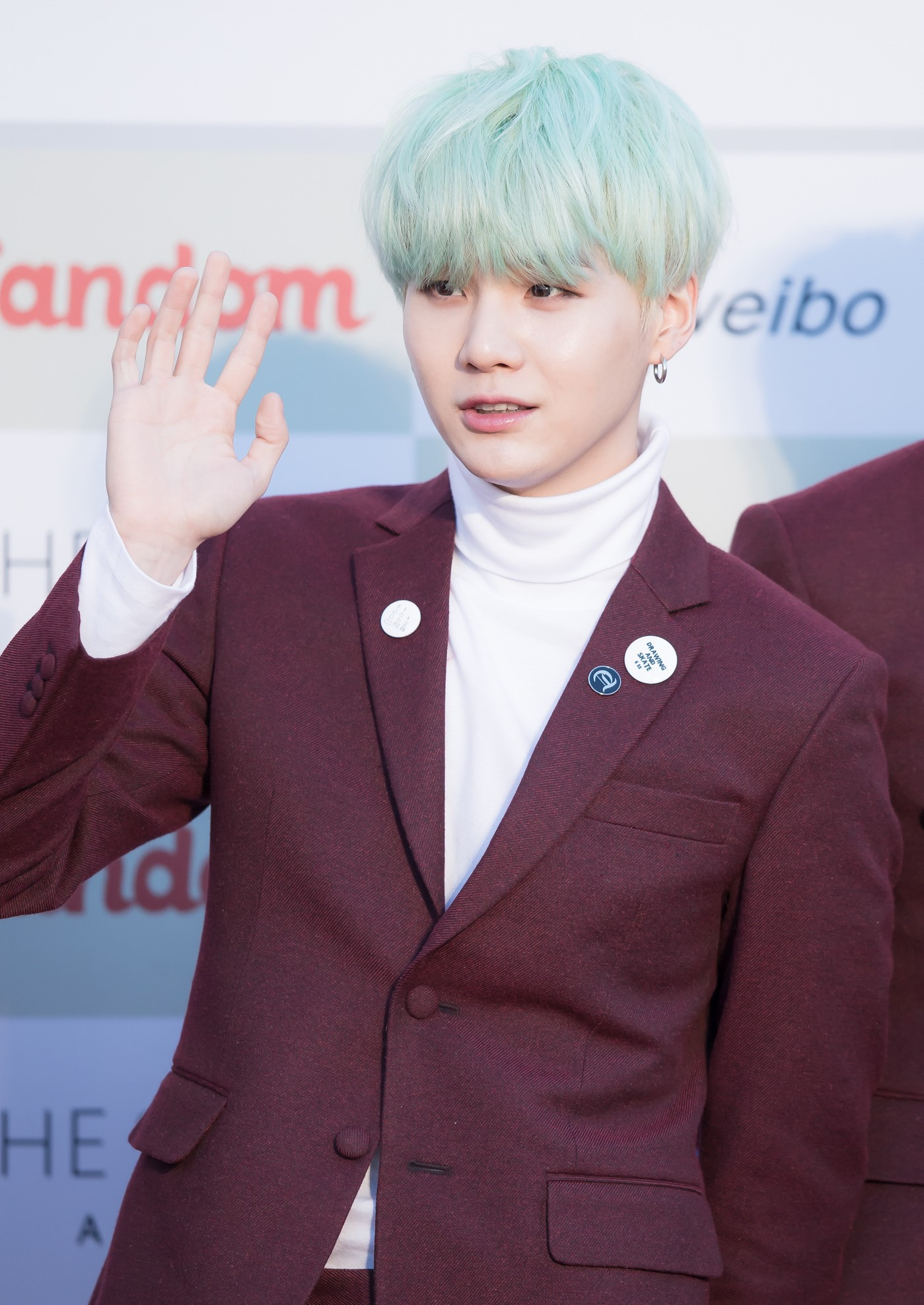
شوگا در مراسم جوایز جدول گائون ۲۰۱۶، ۱۷ فوریهٔ ۲۰۱۶.

نام هنری شوگا (슈가) برگرفته از هجاهای نخست اصطلاح شوتینگ گارد (슈팅 가드) است، یک پست بسکتبال که در دورهٔ دانش‌آموزی در آن بازی می‌کرد. در سال ۲۰۱۶، نام مستعار آگوست دی را برای میکس‌تیپ خود در نظر گرفت که ترکیبی از DT — کوتاه‌شدهٔ Daegu Town (به معنی شهر دگو، محل تولدش) — و تلفظ «Suga» به‌صورت برعکس بود.

## استعداد هنری
شوگا مسئول ترانه‌سرایی، آهنگسازی، تنظیم، میکس و مسترینگ آثار خود است و بیش از ۷۰ ترانه، در انجمن حق تکثیر موسیقی کره به نام او ثبت شده‌است. همچنین پیانیست و تهیه‌کنندهٔ موسیقی هیپ هاپ و آراندبیست. متون ترانه‌های او موضوعاتی را شامل می‌شود که «سرشار از رؤیا و امید» است و با هدف «قدرت بخشیدن به افراد» نوشته شده‌است. او از استونی اسکانک و اپیک های به‌عنوان الگوهای خود در زمینهٔ موسیقی هیپ هاپ نام می‌برد. به‌ویژه آلبوم رگی-هیپ هاپ مافین رگی (۲۰۰۵) و قطعهٔ اصلی آن را عامل علاقه‌مندی خود به این سبک می‌داند.
جف بنجامین از فیوز، میکس‌تیپ شوگا را «نشانگر قریحهٔ او در تهیهٔ آثار داغ، سبک رپ هاردکور و تبدیل آسیب‌پذیری‌هایش به قدرت» توصیف کرد. دیگر منتقدین بیان داشتند، «نوع قصه‌گویی شوگا در موسیقیی که خلق می‌کند، موانع سانسور و امیدهای واهی را درهم می‌شکند».
شوگا در ژانویهٔ ۲۰۱۸، به عضویت کامل انجمن حق تکثیر موسیقی کره ارتقاء یافت.

### مقبولیت
شوگا در نظرسنجی انجام‌شده توسط گالوپ کره در سال ۲۰۱۷، به‌عنوان سیزدهمین آیدل ارجح سال انتخاب شد. او در نظرسنجی سال ۲۰۱۸ هفتم و در ۲۰۱۹ نهم شد.

## زندگی شخصی
شوگا در سال ۲۰۱۸، یک آپارتمان لوکس ۳ میلیون دلاری را در کرهٔ جنوبی خریداری کرد. او تا سال ۲۰۱۹، در هاننام-دونگ سئول زندگی می‌کرد.

### سلامتی
شوگا در ۹ دسامبر ۲۰۱۳، با تشخیص آپاندیسیت در بیمارستان سِورنس واقع در شینچون، تحت عمل جراحی قرار گرفت و در ۱۷ دسامبر مرخص شد. او باری دیگر در ۲۶ دسامبر، به‌علت عفونت محل جراحی بستری شد؛ در نتیجه برای نخستین بار از فعالیت‌های گروه بازماند و در مراسم جوایز انتهای سال حضور نیافت.
در دسامبر ۲۰۱۶ به‌خاطر آسیبی که به گوشش وارد شده‌بود، به توصیه پزشک، به مدت یک هفته در تمرین‌های رقص و اجراها حضور نیافت.
در نوامبر ۲۰۲۰، تحت جراحی جهت ترمیم لابروم پاره‌شدهٔ شانهٔ چپش قرار گرفت (پارگی بنکارت معکوس) و تا زمان بهبودی کامل در فعالیت های گروه حضور نداشت.

## دیگر اقدامات

### فعالیت‌های بشردوستانه
شوگا در سال ۲۰۱۴، به طرفداران خود قول داده‌بود که در صورت موفقیت به‌عنوان یک هنرمند موسیقی، آن‌ها را گوشت مهمان کند. چهار سال بعد در بیست و پنجمین سالروز تولد خود، به ۳۹ پرورشگاه، تحت نام «آرمی» (نام طرفداران بی‌تی‌اس) گوشت گاو اهدا کرد. در بیست و ششمین سالروز تولدش در سال ۲۰۱۹، ۱۰۰٬۰۰۰٬۰۰۰ وون کره (معادل ۸۸٬۰۰۰ دلار ایالات متحده) و ۳۲۹ عروسک شوکی بی‌تی۲۱ را به بنیاد سرطان کودکان کره اهدا کرد. در ۲۷ فوریهٔ ۲۰۲۰، ۱۰۰٬۰۰۰٬۰۰۰ وون به انجمن مبارزه با بلایای ملی هوپ بریج، جهت پیشگیری از کووید ۱۹ و کمک به حل مشکلات زادگاهش دگو اهدا کرد.

### کنشگری
شوگا به‌صورت علنی در مورد مسائل مربوط به سلامت روان و برابری برای جامعهٔ ال‌جی‌بی‌تی‌کیو سخن گفته‌است.

## ترانه‌شناسی

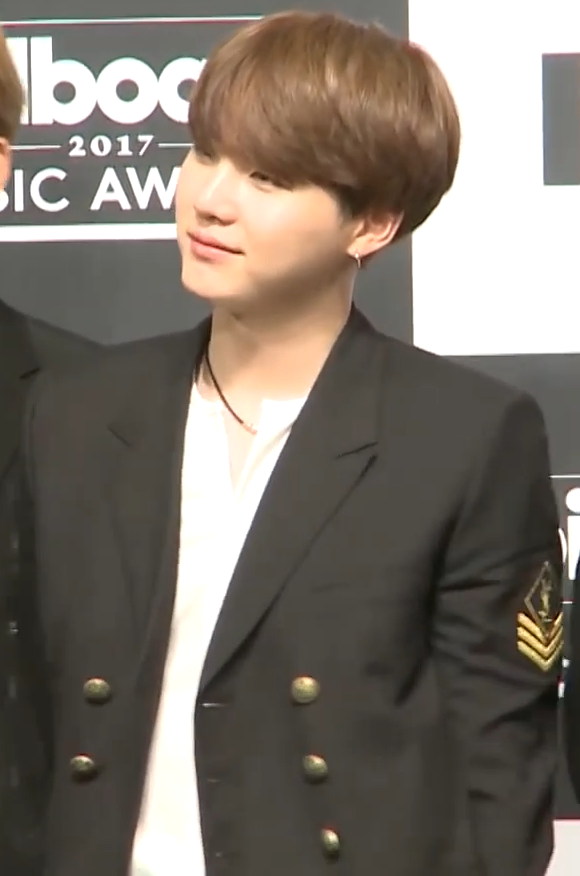
شوگا در کنفرانس مطبوعاتی سئول، به‌دنبال مراسم جوایز موسیقی بیلبورد ۲۰۱۷، ۲۹ مهٔ ۲۰۱۷.

### میکس‌تیپ‌ها
| عنوان    | جزئیات آلبوم                                                         | بالاترین موقعیت در جداول | بالاترین موقعیت در جداول | بالاترین موقعیت در جداول | بالاترین موقعیت در جداول | بالاترین موقعیت در جداول | بالاترین موقعیت در جداول | بالاترین موقعیت در جداول | بالاترین موقعیت در جداول | بالاترین موقعیت در جداول | فروش                                 |
| عنوان    | جزئیات آلبوم                                                         | استرالیا                 | کانادا                   | فنلاند                   | ایرلند                   | ژاپن                     | نروژ                     | نیوزیلند                 | بریتانیا                 | ایالات متحده             | فروش                                 |
| -------- | -------------------------------------------------------------------- | ------------------------ | ------------------------ | ------------------------ | ------------------------ | ------------------------ | ------------------------ | ------------------------ | ------------------------ | ------------------------ | ------------------------------------ |
| آگوست دی | - انتشار: ۱۵ اوت ۲۰۱۶ - ناشر: بیگ هیت - قالب: دانلود دیجیتال، استریم | —                        | —                        | —                        | —                        | ۷۷                       | —                        | —                        | —                        | —                        |                                      |
| دی-۲     | - ناشر: ۲۲ مهٔ ۲۰۲۰ - ناشر: بیگ هیت - قالب: دانلود دیجیتال، استریم    | ۲                        | ۱۲                       | ۴                        | ۱۰                       | ۷                        | ۷                        | ۱۰                       | ۷                        | ۱۱                       | - ژاپن: ۳٬۳۴۴ - ایالات متحده: ۱۴٬۰۰۰ |

### ترانه‌های در جدول
| عنوان                                     | سال  | بالاترین موقعیت در جداول | بالاترین موقعیت در جداول | بالاترین موقعیت در جداول | بالاترین موقعیت در جداول | بالاترین موقعیت در جداول | بالاترین موقعیت در جداول | بالاترین موقعیت در جداول | بالاترین موقعیت در جداول | بالاترین موقعیت در جداول | فروش                   | آلبوم                          |
| عنوان                                     | سال  | کره                      | کره                      | مجارستان                 | نیوزیلند                 | اسکاتلند                 | بریتانیا                 | دانلودهای بریتانیا       | ایالات متحده             | ایالات متحده             | فروش                   | آلبوم                          |
| عنوان                                     | سال  | گائون                    | ۱۰۰ آهنگ                 | مجارستان                 | نیوزیلند                 | اسکاتلند                 | بریتانیا                 | دانلودهای بریتانیا       | ۱۰۰ آهنگ                 | ملل                      | فروش                   | آلبوم                          |
| ----------------------------------------- | ---- | ------------------------ | ------------------------ | ------------------------ | ------------------------ | ------------------------ | ------------------------ | ------------------------ | ------------------------ | ------------------------ | ---------------------- | ------------------------------ |
| «مقدمه: زیباترین لحظه در زندگی»           | ۲۰۱۵ | ۱۱۰                      | —                        | —                        | —                        | —                        | —                        | —                        | —                        | —                        | - کره: ۲۲٬۰۵۶          | زیباترین لحظه در زندگی، قسمت ۱ |
| «اونو به من بده»                          | ۲۰۱۶ | —                        | —                        | —                        | —                        | —                        | —                        | —                        | —                        | ۴                        |                        | آگوست دی                       |
| «آخرین»                                   | ۲۰۱۶ | —                        | —                        | —                        | —                        | —                        | —                        | —                        | —                        | ۲۴                       |                        | آگوست دی                       |
| «خیلی دور» (با حضور سوران)                | ۲۰۱۶ | —                        | —                        | —                        | —                        | —                        | —                        | —                        | —                        | ۱۹                       |                        | آگوست دی                       |
| «تونی مونتانا» (با حضور یانکی)            | ۲۰۱۶ | —                        | —                        | —                        | —                        | —                        | —                        | —                        | —                        | ۲۲                       |                        | آگوست دی                       |
| «عشق اول»                                 | ۲۰۱۶ | ۳۲                       | —                        | —                        | —                        | —                        | —                        | —                        | —                        | ۱۷                       | - کره: ۱۰۳٬۲۴۰         | بال‌ها                          |
| «حواشی: الاکلنگ»                          | ۲۰۱۸ | ۳۹                       | ۶                        | ۹                        | ۱۵                       | ۵۹                       | —                        | ۵۸                       | —                        | ۵                        | - ایالات متحده: ۱۱٬۰۰۰ | عاشق خودت باش: پاسخ            |
| «وقفه: سایه»                              | ۲۰۲۰ | ۴۸                       | ۳۱                       | ۱۹                       | —                        | ۵۴                       | —                        | ۵۹                       | —                        | ۱۱                       |                        | نقشهٔ روح: ۷                    |
| «مهتاب»                                   | ۲۰۲۰ | —                        | —                        | ۱۹                       | ۳۴                       | —                        | —                        | —                        | —                        | ۵                        |                        | دی-۲                           |
| «دچیتا»                                   | ۲۰۲۰ | —                        | —                        | ۲                        | ۶                        | ۸                        | ۶۸                       | ۶                        | ۷۶                       | ۱                        | - ایالات متحده: ۱۷٬۰۰۰ | دی-۲                           |
| «تو چی فکر می‌کنی؟»                        | ۲۰۲۰ | —                        | —                        | ۱۳                       | ۳۰                       | —                        | —                        | —                        | —                        | ۴                        |                        | دی-۲                           |
| «عجیب» (با حضور آر ام)                    | ۲۰۲۰ | —                        | —                        | ۲۶                       | —                        | —                        | —                        | —                        | —                        | ۲                        | - ایالات متحده: ۷٬۶۰۰  | دی-۲                           |
| «۲۸» (با حضور نیوا)                       | ۲۰۲۰ | —                        | —                        | —                        | —                        | —                        | —                        | —                        | —                        | ۷                        |                        | دی-۲                           |
| «بسوزون» (با حضور مکس)                    | ۲۰۲۰ | —                        | —                        | ۱۱                       | —                        | —                        | —                        | —                        | —                        | ۳                        |                        | دی-۲                           |
| «مردم»                                    | ۲۰۲۰ | —                        | —                        | ۲۴                       | ۳۲                       | —                        | —                        | —                        | —                        | ۶                        |                        | دی-۲                           |
| «هونسول»                                  | ۲۰۲۰ | —                        | —                        | ۲۲                       | —                        | —                        | —                        | —                        | —                        | ۱۰                       |                        | دی-۲                           |
| «وقفه: آزادم کن»                          | ۲۰۲۰ | —                        | —                        | ۲۳                       | —                        | —                        | —                        | —                        | —                        | ۹                        |                        | دی-۲                           |
| «دوست عزیزم» (با حضور کیم جونگ-وان)       | ۲۰۲۰ | —                        | —                        | ۲۵                       | —                        | —                        | —                        | —                        | —                        | ۸                        |                        | دی-۲                           |
| همکاری‌ها                                  |      |                          |                          |                          |                          |                          |                          |                          |                          |                          |                        |                                |
| «درخواست ترانه» (لی سو-را با حضور شوگا)   | ۲۰۱۹ | ۳                        | ۹                        | ۳۷                       | —                        | —                        | —                        | —                        | —                        | ۲                        | - ایالات متحده: ۳٬۰۰۰  | بدون آلبوم                     |
| «وقفهٔ شوگا» (هالزی با حضور شوگا)          | ۲۰۱۹ | ۱۹۴                      | —                        | ۹                        | ۱۸                       | ۶۱                       | —                        | ۳۴                       | —                        | —                        | - ایالات متحده: ۹٬۱۰۰  | مانیک و همکاری‌ها               |
| «هشت» (آی‌یو با حضور شوگا)                 | ۲۰۲۰ | ۱                        | ۱                        | ۱۲                       | ۱۴                       | ۴۴                       | —                        | ۴۲                       | —                        | ۱                        | - ایالات متحده: ۷٬۰۰۰  | بدون آلبوم                     |
| «چشمان زغال‌اخته‌ای» (مکس با حضور شوگا)     | ۲۰۲۰ | —                        | —                        | —                        | ۲۶                       | —                        | —                        | —                        | —                        | —                        |                        | چشم‌انداز رنگ                   |
| «دختر رویاهای من» (جوس ورلد با حضور شوگا) | ٢٠٢١ | —                        | —                        | ١٠                       | ۳                        | —                        | —                        | ١٩                       | ٢٩                       | —                        |                        | اهریمن‌های جنگی                 |

### ترانه‌های دیگر
| سال  | عنوان              | قالب                   | توضیحات               | منبع   |
| ---- | ------------------ | ---------------------- | --------------------- | ------ |
| ۲۰۱۲ | «برنده‌شدن کار منه» | دانلود دیجیتال، استریم | —                     | [ ۹۲ ] |
| ۲۰۱۳ | «پول رؤیایی»       | دانلود دیجیتال، استریم | —                     | [ ۹۳ ] |
| ۲۰۱۳ | «کودک بالغ»        | دانلود دیجیتال، استریم | به‌همراه آر ام و جین   | [ ۹۴ ] |
| ۲۰۱۳ | «مهم نیست»         | دانلود دیجیتال، استریم | —                     | [ ۹۵ ] |
| ۲۰۱۸ | «دینگ»             | دانلود دیجیتال، استریم | به‌همراه آراِم و جی-هوپ | [ ۹۶ ] |
| ۲۰۲۰ | «چشمان زغال‌اخته‌ای» | دانلود دیجیتال، استریم | مکس با حضور شوگا      | [ ۹۷ ] |

### به‌عنوان تهیه‌کننده
| سال  | عنوان                        | هنرمند               | آلبوم      | منبع   |
| ---- | ---------------------------- | -------------------- | ---------- | ------ |
| ۲۰۱۰ | «۵۱۸–۰۶۲»                    | دی-تاون              | بدون آلبوم | [ ۹۸ ] |
| ۲۰۱۷ | «شراب» («اگر امروز مست شوم») | سوران با حضور چانگ‌مو | قدم زدن    | [ ۲۳ ] |
| ۲۰۱۹ | «آفتاب ابدی» («در سپیده‌دم»)  | اپیک های             | بی‌خوابی    | [ ۳۳ ] |
| ۲۰۱۹ | «ما با هم حرف نمی‌زنیم»       | هیزه با حضور گیری‌بوی | بدون آلبوم | [ ۳۴ ] |
| ۲۰۲۰ | «هشت»                        | آی‌یو با حضور شوگا    | بدون آلبوم | [ ۳۶ ] |

## فیلم‌شناسی

### موزیک ویدئوها
| سال  | عنوان            | مدت زمان | کارگردان(ها)          | توضیحات                | منبع    |
| ---- | ---------------- | -------- | --------------------- | ---------------------- | ------- |
| ۲۰۱۶ | «آگوست دی»       | ۳:۰۶     | سونگ-ووک کیم (اوی)    | با نام مستعار آگوست دی | [ ۹۹ ]  |
| ۲۰۱۶ | «اونو به من بده» | ۲:۳۴     | سونگ-ووک کیم (اوی)    | با نام مستعار آگوست دی | [ ۱۰۰ ] |
| ۲۰۲۰ | «دچیتا»          | ۴:۲۹     | یونگ-سوک چوی (لامپنز) | با نام مستعار آگوست دی | [ ۱۰۱ ] |

### تریلرها و فیلم‌های کوتاه
| سال  | عنوان                           | مدت زمان | کارگردان(ها)          | توضیحات      | منبع            |
| ---- | ------------------------------- | -------- | --------------------- | ------------ | --------------- |
| ۲۰۱۵ | "مقدمه: زیباترین لحظه در زندگی" | ۲:۱۲     | جی‌دی‌دبلیو             | انیمیشن      | [ ۱۰۲ ]         |
| ۲۰۱۶ | "عشق اول ۴#"                    | ۲:۵۷     | یونگ سوک-چوی (لامپنز) | —            | [ ۱۰۳ ] [ ۱۰۴ ] |
| ۲۰۲۰ | «وقفه: سایه»                    | ۲:۵۹     | اوی کیم (اوی)         | تریلر بازگشت | [ ۱۰۵ ] [ ۱۰۶ ] |

## جوایز و نامزدی‌ها
| مراسم جوایز              | سال  | بخش            | نامزدی(ها)/آثار                   | نتیجه | منبع    |
| ------------------------ | ---- | -------------- | --------------------------------- | ----- | ------- |
| جوایز موسیقی ملون        | ۲۰۱۷ | جایزهٔ ترند داغ | سوران و شوگا                      | برنده | [ ۱۰۷ ] |
| جوایز موسیقی آسیایی ام‌نت | ۲۰۱۹ | بهترین همکاری  | «درخواست ترانه» (به‌همراه لی سورا) | برنده | [ ۱۰۸ ] |
| جوایز موسیقی آسیایی ام‌نت | ۲۰۲۰ | بهترین همکاری  | «هشت» (به‌همراه آی‌یو)              | برنده | [ ۱۰۹ ] |

## واژه‌نامه
1. ↑  Reggae Muffin
2. ↑  Gloss
3. ↑  D-Town
4. ↑  No More Dream
5. ↑  Intro: The Most Beautiful Moment in Life
6. ↑  Intro: Never Mind
7. ↑  Interlude: Shadow
8. ↑  Intro: O!RUL8,2?
9. ↑  First Love
10. ↑  Trivia: Seasaw
11. ↑  Wine, 오늘 취하면; Oneul chwihamyeon
12. ↑  Song Request, 신청곡; Sincheonggok
13. ↑  Eternal Sunshine, 새벽에; Saebyeoge
14. ↑  We Don't Talk Together
15. ↑  Daechwita, 대취타
16. ↑  ARMY
17. ↑  Give It To Me
18. ↑  The Last, 마지막; Majimak
19. ↑  So Far Away
20. ↑  Tony Montana
21. ↑  Moonlight
22. ↑  What Do You Think?
23. ↑  Strange
24. ↑  Burn It
25. ↑  People
26. ↑  Honsool
27. ↑  Interlude: Set Me Free
28. ↑  Dear My Friend
29. ↑  Blueberry Eyes
30. ↑  Girl of My Dreams
31. ↑  All I Do Is Win
32. ↑  Dream Money
33. ↑  Adult Child
34. ↑  It Doesn't Matter, 싸이하누월; Ssaihanuwol
35. ↑  Ddaeng, 땡